# Madona Rucellai
Madona Rucellai je tabelna slika pozno srednjeveškega italijanskega slikarja  Duccia di Buoninsegne iz Siene. Je največja ohranjena plošča s poslikavo duecenta. Prvotno je bila poslikana za kapelo Laudesijeve bratovščine v dominikanski cerkvi Santa Maria Novella, slika pa je bila leta 1591 prestavljena v sosednjo, veliko večjo kapelo družine Rucellai (od tod sodobni naslov). Zdaj jo hranijo v galeriji Uffizi v istem mestu. Na sliki so upodobljeni lebdeči angeli, ki nosijo ustoličeno Devico in dete, na zlatem ozadju.

## Zgodovina
Madona Rucellai je Ducciovo najstarejše delo, za katerega obstaja pisna dokumentacija. Oltarno sliko je naročilo Compagnia dei Laudesi, laična bratovščina, in je posvečena Devici, za okrasitev kapele, ki so jo imeli v transeptu novozgrajene dominikanske cerkve Santa Maria Novella v Firencah. Pogodba za sliko z dne 15. aprila 1285 je najstarejši italijanski dokument, ki je ohranjen. V pogodbi je zapisano, da je bilo Duccio naročeno, da naslika ploščo z Devico in otrokom in drugimi figurami, za kar bi mu morali plačati 150 lir. Umetniku določa, da pri izpolnjevanju oltarne slike ne dela nobenih drugih naročil in določa, da mora celotno delo Duccio naslikati sam brez pomoči delavnice. Pogodba od umetnika zahteva tudi, da plača in uporabi ultramarin modro barvo za Devičino ogrinjalo in resnično zlato listje za ozadje. Uokvirjen panel - največji duecenta - je bila priskrbel Laudesi. Pokrovitelj je imel pravico do zavrnitve. 
Umetnostni zgodovinar Giorgio Vasari je v 16. stoletju sliko Madona Rucellai napačno pripisal Ducciovemu sodobniku Cimabueju v svoji knjigi Življene najvidnejših slikarjev, kiparjev in arhitektov. Ta napaka je bila nespremenjena stoletja; Frederic Leighton je v 19. stoletju prikazal Madono Rucellai v paradi po ulicah kot prvo večjo sliko, ki je nosila naslov Cimabuejeva slavljena Madona, in so jo nosili v procesiji (1853–5) . Vendar je zgodovinar Franz Wickhoff leta 1889 primerjal slogovne razlike med Rucellaisko Madonno in Ducciovo Maestà in kmalu so se drugi kritiki strinjali, da je Duccio resnično naslikal Madonno.

## Opis
Delo, ki meri 4,5 do 2,9 metra, je morda največja preživela slika italijanske umetnosti 13. stoletja. To je tempera na petdelni topolovi plošči; okvir je iz istega lesa. Med čiščenjem leta 1989 so ugotovili, da je bila obleka Device barve na osnovi azurita. Prikazana je Devica, ki gleda neposredno v gledalca, ko ji Kristus otrok sedi v naročju in blagoslavlja. Madona je po velikosti največja in zavzema večino okvira. Njena halja je lepo oblikovana, njen zlati svetniški sij pa je vrezan, kot da bi osvetlil njeno prisotnost. Ducciova uporaba zlata predstavlja družinsko svetost in nezemeljsko kraljestvo, ki ga naseljuje. Šest angelov je videti, da držijo okrašen prestol in so naslikani v odtenkih zelene, roza, lila in modre barve. Njihovi položaji pred in za prestolom kažejo, da ga bodisi dvigajo bodisi spuščajo na zemljo. Okvir je okrašen s tridesetimi okroglicami, ki vsebujejo portrete apostolov, prerokov, svetnikov in patriarhov. Iz pozornosti do detajlov je razvidno, da se je Duccio zelo ukvarjal z idealizmom in lepoto, saj je vsako figuro upodobil mehko, z občutljivimi lastnostmi in oboževanjem.

## Zapuščina
Madona Rucellai ima prostorsko kompleksnost, čustva, intimnost in rafinirano izbiro barv, brez primere v italijanski umetnosti svojega časa. Duccio se je izpopolnil v priljubljeni bizantinski umetnosti, ki jo odlikujeta dvodimenzionalnost in trdi obrisi in ustvaril je eno prvih del tega, kar je postalo znano kot renesansa. Ducciova humanizacija svete družine še nikoli prej ni bila opažena v bizantinski umetnosti in čeprav Devica in otrok ohranjata svoje formalne lastnosti, je raven intimnosti in vključenosti gledalca v sliko inovativna.